# Monotonodites raptantis
Monotonodites raptantis är en skalbaggsart som först beskrevs av August Reichensperger 1925.  Monotonodites raptantis ingår i släktet Monotonodites och familjen stumpbaggar. Inga underarter finns listade i Catalogue of Life.